# Автошлях Т 0226
Автошля́х Т 0226 — автомобільний шлях територіального значення у Вінницькій області. Пролягає територією Гайсинського та Теплицького районів через Гайсин — Теплик. Загальна довжина — 29,6 км.

## Маршрут
Автошлях проходить через такі населені пункти:
| Автошлях Т 0226   |              |
| Вінницька область |              |
| Гайсинський район |              |
| Гайсин            | E50М12Р33    |
| Бережне           |              |
| Кущинці           |              |
| Зятківці          |              |
| Кіблич            |              |
| Огіївка           |              |
| Теплицький район  |              |
| Карабелівка       |              |
| Степанівка        |              |
| Теплик            | Т 0209Т 0224 |